# باشگاه فوتبال میلتون یونایتد
باشگاه فوتبال میلتون یونایتد (به انگلیسی: Milton United Football Club) یک باشگاه فوتبال در شهر میلتون، ویل آف ویت هورس، کشور انگلستان است که در سال ۱۹۰۹ میلادی تأسیس شده است.